# 루이 가렐
루이 가렐(Louis Garrel, 1983년 6월 14일 ~ )은 프랑스의 배우, 영화 감독이다.

## 작품 목록

### 영화 출연
- 몽상가들 (2003)
- 내 어머니 (2004)
- 러브 송 (2007)
- 아름다운 연인들 (2008)
- 하트비트 (2010)
- 비러브드 (2011)
- 질투 (2013)
- 생로랑 (2014)
- 투 프렌즈 (2015) - 각본, 감독, 주연
- 몽 루아 (2015)
- 플래니테리엄 (2016)
- 달나라에 사는 여인 (2016) - 앙드레 소바주 역
- Les fausses confidences (2017)
- 네 멋대로 해라 : 장 뤽 고다르 (2017)
- 이스마엘의 유령 (2017)
- 원 네이션 (2018) - 로베스피에르 역
- 고흐, 영원의 문에서 (2018)
- 개들의 섬 (2018) - 프랑스어 더빙
- L'Homme fidèle (2018) - 각본, 감독, 주연
- 장교와 스파이 (2019) - 알프레드 드레퓌스 역
- 작은 아씨들 (2019) - 프리드리히 역
- 리프킨스 페스티벌 (2020)
- 카라바조의 그림자 (2022) - 섀도 역
- 더 쓰리 머스커티어스: 달타냥 (2023) - 루이 13세 역

### 영화 연출 및 각본
- 투 프렌즈 (2015)
- L'Homme fidèle (2018)